# Futebol nos Jogos Asiáticos da Juventude de 2009
As competições de futebol nos Jogos Asiáticos da Juventude de 2009 ocorreram entre 20 de junho e 6 de julho. Apenas o torneio masculino foi disputado, para equipes sub-14.

## Calendário
| Junho/Julho | 20 | 22 | 24 | 27 | 29 | 30 | 1 | 2 | 3 | 4 | 5 | 6 | 7 | Finais |
| ----------- | -- | -- | -- | -- | -- | -- | - | - | - | - | - | - | - | ------ |
| Futebol     |    |    |    |    |    |    |   |   |   |   |   | 1 |   | 1      |

## Medalhistas
| Evento    | Ouro              | Prata               | Bronze  |
| Masculino | KOR Coreia do Sul | PRK Coreia do Norte | IRI Irã |

## Resultados

### Primeira fase
| Grupo A | Grupo A       |
| ------- | ------------- |
| 1       | Irão          |
| 2       | Taipé Chinesa |
| 3       | Filipinas     |

| Filipinas     | -   | Taipé Chinesa |
| Taipé Chinesa | 0-6 | Irão          |
| Irão          | -   | Filipinas     |

| Grupo B | Grupo B       |
| ------- | ------------- |
| 1       | Coreia do Sul |
| 2       | China         |
| 3       | Paquistão     |
| 4       | Myanmar       |

| Coreia do Sul | 2-0 | Paquistão     |
| China         | 7-3 | Myanmar       |
| Paquistão     | 0-0 | China         |
| Myanmar       | 1-5 | Coreia do Sul |
| Coreia do Sul | 3-2 | China         |
| Myanmar       | 1-1 | Paquistão     |

| Grupo C | Grupo C       |
| ------- | ------------- |
| 1       | Tailândia     |
| 2       | Coreia do Sul |
| 3       | Malásia       |

| Coreia do Norte | 3-2 | Tailândia     |
| Malásia         | 1-3 | Coreia do Sul |
| Tailândia       | 2-1 | Malásia       |

| Grupo D | Grupo D        |
| ------- | -------------- |
| 1       | Arábia Saudita |
| 2       | Laos           |
| 3       | Hong Kong      |

| Arábia Saudita | 3-1 | Laos           |
| Hong Kong      | -   | Arábia Saudita |
| Laos           | -   | Hong Kong      |

### Segunda fase
| Grupo A | Grupo A   |
| ------- | --------- |
| 1       | Irão      |
| 2       | China     |
| 3       | Tailândia |
| 4       | Singapura |

| Irão      | 2-1                  | Singapura |
| Tailândia | 0-7                  | China     |
| Singapura | 1-4                  | Tailândia |
| China     | 2-4[ligação inativa] | Irão      |
| Irão      | 4-0                  | Tailândia |
| China     | 3-0                  | Singapura |

| Grupo B | Grupo B         |
| ------- | --------------- |
| 1       | Coreia do Sul   |
| 2       | Coreia do Norte |
| 3       | Arábia Saudita  |
| 4       | Laos            |

| Coreia do Sul   | 8-1 | Laos            |
| Arábia Saudita  | 2-2 | Coreia do Norte |
| Laos            | 1-4 | Arábia Saudita  |
| Coreia do Norte | 0-3 | Coreia do Sul   |
| Coreia do Sul   | 5-0 | Arábia Saudita  |
| Coreia do Norte | 4-2 | Laos            |

### Fase final
| Semifinal 1 | Irão          | 0-1 | Coreia do Norte |
| Semifinal 2 | Coreia do Sul | 2-0 | China           |

| Decisão do 3º lugar | Irão            | 2-0 | China         |
| Final               | Coreia do Norte | 0-2 | Coreia do Sul |